# Анучино (Лунинский район)
Ану́чино — село в Лунинском районе Пензенской области. Входит в состав Сытинского сельсовета.

## География
Село расположено в северной части Пензенской области, на расстоянии примерно 25 км (по прямой) к северо-западу от Лунино, административного центра района.
Часовой пояс
Село Анучино как и вся Пензенская область, находится в часовой зоне МСК (московское время). Смещение применяемого времени относительно UTC составляет +3:00.

## Население
| 1782 | 1864 | 1877 | 1897 | 1910 | 1926 | 1930 |
| ---- | ---- | ---- | ---- | ---- | ---- | ---- |
| 1008 | ↘502 | ↗685 | ↘572 | ↗664 | ↗950 | ↗988 |
| 1959 | 1979 | 1989 | 1996 | 2002 | 2010 |      |
| ↘451 | ↘236 | ↘146 | ↘93  | ↘56  | ↘25  |      |

Национальный состав
Согласно результатам переписи 2002 года, в национальной структуре населения русские составляли 100 % из 56 чел.